# North Wootton (Norfolk)
North Wootton – wieś w Anglii, w hrabstwie Norfolk, w dystrykcie King’s Lynn and West Norfolk. Leży 61 km na zachód od Norwich i 147 km na północ od Londynu. Miejscowość liczy 2387 mieszkańców.